# گارواگ
گارواگ (به انگلیسی: Garvagh) یک روستا در بریتانیا است. گارواگ ۱٬۲۸۸ نفر جمعیت دارد.